# Microkit Vegas 6809
Microkit Vegas 6809 (Vegas 6809) је професионални рачунар, производ фирме Microkit који је почео да се израђује у Француској током 1982. године.
Користио је Motorola 6809 као централни микропроцесор а РАМ меморија рачунара Vegas 6809 је имала капацитет од 64 KB. 
Као оперативни систем кориштен је FLeX.

## Детаљни подаци
Детаљнији подаци о рачунару Vegas 6809 су дати у табели испод.
|                       |                                                                  |
| 6809                  |                                                                  |
| Произвођач            |                                                                  |
| Тип                   | професионални рачунар                                            |
| Меморија              | 64                                                               |
| Поријекло             | Француска                                                        |
| Година                | 1982                                                             |
| Тастатура             | тастатура са пуним помаком тастера                               |
| Процесор              |                                                                  |
| Фреквенција процесора | 1                                                                |
| RAM                   | 64                                                               |
| ROM                   | 2                                                                |
| Текст                 | 80 x 24                                                          |
| Графика               | 80 x 48 са 8 боја (у ствари 40 x 24 са полу-графичким знаковима) |
| Боја                  | 8 боја                                                           |
| Звук                  | моно, пулсно-ширинска модулација са промјењивом фреквенцијом     |
| Димензије             | непознато                                                        |
| Портови               |                                                                  |
| Оперативни систем     |                                                                  |